# Ruthless Records
Ruthless Records – niezależna wytwórnia muzyczna założona przez Eazy’ego E i Jerry’ego Hellera w 1987 r. Eazy-E, zanim rozpoczął karierę muzyczną, zajmował się handlem narkotykami i prawdopodobnie z tego procederu pochodziły pieniądze na rozkręcenie nowego interesu. Wytwórnia odpowiedzialna jest między innymi za sukces N.W.A oraz za sukces gangsta rapu.
Po śmierci Eazy’ego E właścicielką Ruthless Records została jego żona Tomica Woods-Wright. Wytwórnia nie osiągnęła już takich sukcesów jak za życia Eazy’ego E.

## Dyskografia
| Rok  | Artysta                  | Tytuł                                                          | Certyfikacja RIAA |
| ---- | ------------------------ | -------------------------------------------------------------- | ----------------- |
| 1987 | N.W.A                    | N.W.A. And The Posse                                           | Złoto             |
| 1988 | Eazy-E                   | Eazy-Duz-It                                                    | 2x Platyna        |
| 1988 | J.J. Fad                 | Supersonic                                                     | Złoto             |
| 1988 | N.W.A                    | Straight Outta Compton                                         | 2x Platyna        |
| 1989 | The D.O.C.               | No One Can Do It Better                                        | Platyna           |
| 1989 | Michel'le                | Michel'le                                                      | Platyna           |
| 1990 | N.W.A                    | 100 Miles And Runnin'                                          | Złoto             |
| 1990 | Above The Law            | Livin' Like Hustlers                                           | Platyna           |
| 1990 | Tairrie B                | The Power Of a Woman                                           |                   |
| 1991 | N.W.A                    | Efil4Zaggin                                                    | 2x Platyna        |
| 1991 | Above The Law            | Vocally Pimpin'                                                | Złoto             |
| 1991 | J.J. Fad                 | Not Just a Fad                                                 |                   |
| 1991 | Jimmy Z                  | Muzical Madness                                                |                   |
| 1991 | Who Am I?                | Addictive Hip Hop Muzick                                       |                   |
| 1991 | YoMo & Maulkie           | Are U Xperienced?                                              |                   |
| 1992 | MC Ren                   | Kizz My Black Azz                                              | Platyna           |
| 1992 | Above The Law            | Black Mafia Life                                               | Platyna           |
| 1992 | Po', Broke & Lonely?     | No Money, No Honey                                             |                   |
| 1992 | Penthouse Players Clique | Paid The Cost                                                  |                   |
| 1992 | Eazy-E                   | 5150: Home 4 Tha Sick                                          | Złoto             |
| 1993 | MC Ren                   | Shock Of The Hour                                              |                   |
| 1993 | A.L.T.                   | Stone Cold World                                               |                   |
| 1993 | Eazy-E                   | It’s On (Dr. Dre) 187um Killa                                  | 3x Platyna        |
| 1994 | Blood Of Abraham         | Future Profits, Future Prophets                                |                   |
| 1994 | H.W.A.                   | Az Much Ass Azz U Want                                         |                   |
| 1994 | Above The Law            | Uncle Sam's Curse                                              | Złoto             |
| 1994 | Steffon                  | Trippin’ Wit No Luggage                                        |                   |
| 1994 | Kokane                   | Funk Upon a Rhyme                                              |                   |
| 1994 | Bone Thugs-N-Harmony     | Creepin On Ah Come Up                                          | 4x Platyna        |
| 1994 | Menajahtwa               | Cha-Licious                                                    |                   |
| 1994 | ATBAN Klann              | Grass Roots (niewydany)                                        |                   |
| 1994 | Pistol                   | Hittin' Like a Bullet                                          |                   |
| 1995 | Eazy-E                   | Eternal E                                                      | Platyna           |
| 1995 | Eazy-E                   | Str8 Off tha Streetz of Muthaphukkin Compton                   | 2x Platyna        |
| 1995 | Tab & Da Villon          | Do Or Die                                                      |                   |
| 1995 | Mad CJ Mac               | True Game                                                      |                   |
| 1995 | Bone Thugs-N-Harmony     | E. 1999 Eternal                                                | 6x Platyna        |
| 1995 | Frost                    | Smile Now, Die Later                                           |                   |
| 1996 | MC Ren                   | The Villain In Black                                           | Złoto             |
| 1996 | N.W.A                    | Greatest Hits                                                  | Złoto             |
| 1997 | Bone Thugs-N-Harmony     | The Art Of War                                                 | 4x Platyna        |
| 1997 | Frost                    | When Hell.A. Freezes over                                      |                   |
| 1998 | V/A                      | Ruthless Records Tenth Anniversary Compilation: Decade Of Game |                   |
| 1998 | MC Ren                   | Ruthless For Life                                              |                   |
| 1998 | Bizzy Bone               | Heaven'z Movie                                                 | Platyna           |
| 1998 | Bone Thugs-N-Harmony     | The Collection: Volume One                                     | Platyna           |
| 1999 | Krayzie Bone             | Thug Mentality 1999                                            | Platyna           |
| 1999 | V/A                      | Turf Stories (O.S.T.)                                          |                   |
| 2000 | Bone Thugs-N-Harmony     | BTNHResurrection                                               | 2x Platyna        |
| 2000 | Bone Thugs-N-Harmony     | The Collection: Volume Two                                     | Złoto             |
| 2000 | L Burna (Layzie Bone)    | Thug By Nature                                                 | Złoto             |
| 2000 | Krayzie Bone             | Thug On Da Line                                                | Złoto             |
| 2002 | Eazy-E                   | Impact Of a Legend                                             | Złoto             |
| 2002 | Baby S                   | Street Fractions                                               |                   |
| 2002 | Bone Thugs-N-Harmony     | Thug World Order                                               | Złoto             |
| 2004 | Bone Thugs-N-Harmony     | Greatest Hits                                                  | 2x Platyna        |
| 2004 | Spymob                   | Sitting Around Keeping Score                                   |                   |
| 2005 | Eazy-E                   | Eternal E – Gangsta Memorial Edition                           |                   |
| 2006 | N.W.A                    | The Best of N.W.A.: The Strength Of Street Knowledge           | Złoto             |
| 2007 | Bone Thugs N Harmony     | T.H.U.G.S.                                                     |                   |
| 2007 | Eazy-E                   | Featuring… Eazy-E                                              |                   |